# 15.ª etapa da Volta a Espanha de 2019
A 15.ª etapa da Volta a Espanha de 2019 terá lugar a 8 de setembro de 2019 entre Tineo e o Santuário da Virgen do Acebo sobre um percurso de 154,4 km e foi vencida em solitário pelo estadounidense Sepp Kuss da Jumbo-Visma. O esloveno Primož Roglič conseguiu manter o maillot vermelho.

## Classificação da etapa
| \| Classificação por etapas \| Classificação por etapas \| Classificação por etapas \| Classificação por etapas \| Classificação por etapas \| \| Ciclista \| Ciclista \| Equipe \| Tempo \| \| \| ------------------------ \| ---------------------------- \| ----------------------------- \| ------------------------ \| ------------------------ \| \| 1. \| Sepp Kuss \| Team Jumbo-Visma \| 4h19m04s \| \| \| 2. \| Ruben Guerreiro \| Katusha-Alpecin \| + 39s \| \| \| 3. \| Tao Geoghegan Hart \| Team Ineos \| + 40s \| \| \| 4. \| Óscar Rodríguez Garaicoechea \| Euskadi Basque Country-Murias \| + 53s \| \| \| 5. \| Mark Padun \| Bahrain-Merida \| + 1m49s \| \| \| 6. \| Ben O'Connor \| Dimension Data \| + 2m05s \| \| \| 7. \| Lawson Craddock \| EF Education First \| + 2m11s \| \| \| 8. \| Primož Roglič \| Team Jumbo-Visma \| + 2m14s \| \| \| 9. \| Alejandro Valverde \| Movistar Team \| + 2m14s \| \| \| 10. \| Sander Armée \| Lotto-Soudal \| + 2m48s \| \| |                              |                               |          |
| |                              |                               |          |
| Fonte: ProCyclingStats |                              |                               |          |
| Classificação por etapas |                              |                               |          |
| Ciclista | Ciclista                     | Equipe                        | Tempo    |
| 1. | Sepp Kuss                    | Team Jumbo-Visma              | 4h19m04s |
| 2. | Ruben Guerreiro              | Katusha-Alpecin               | + 39s    |
| 3. | Tao Geoghegan Hart           | Team Ineos                    | + 40s    |
| 4. | Óscar Rodríguez Garaicoechea | Euskadi Basque Country-Murias | + 53s    |
| 5. | Mark Padun                   | Bahrain-Merida                | + 1m49s  |
| 6. | Ben O'Connor                 | Dimension Data                | + 2m05s  |
| 7. | Lawson Craddock              | EF Education First            | + 2m11s  |
| 8. | Primož Roglič                | Team Jumbo-Visma              | + 2m14s  |
| 9. | Alejandro Valverde           | Movistar Team                 | + 2m14s  |
| 10. | Sander Armée                 | Lotto-Soudal                  | + 2m48s  |

## Classificações ao final da etapa

### Classificação geral
| \| Classificação geral \| Classificação geral \| Classificação geral \| Classificação geral \| Classificação geral \| \| Ciclista \| Ciclista \| Equipe \| Tempo \| \| \| ------------------- \| ------------------- \| -------------------------- \| ------------------- \| ------------------- \| \| 1. \| Primož Roglič \| Team Jumbo-Visma \| 58h10m32s \| \| \| 2. \| Alejandro Valverde \| Movistar Team \| + 2m25s \| \| \| 3. \| Tadej Pogačar \| UAE Team Emirates \| + 3m42s \| \| \| 4. \| Miguel Ángel López \| Astana \| + 3m59s \| \| \| 5. \| Nairo Quintana \| Movistar Team \| + 5m09s \| \| \| 6. \| Rafał Majka \| Bora-Hansgrohe \| + 7m14s \| \| \| 7. \| Nicolas Edet \| Cofidis, Solutions Crédits \| + 9m08s \| \| \| 8. \| Wilco Kelderman \| Team Sunweb \| + 9m15s \| \| \| 9. \| Carl Fredrik Hagen \| Lotto-Soudal \| + 9m44s \| \| \| 10. \| Hermann Pernsteiner \| Bahrain-Merida \| + 11m39s \| \| |                     |                            |           |
| |                     |                            |           |
| Fonte: ProCyclingStats |                     |                            |           |
| Classificação geral |                     |                            |           |
| Ciclista | Ciclista            | Equipe                     | Tempo     |
| 1. | Primož Roglič       | Team Jumbo-Visma           | 58h10m32s |
| 2. | Alejandro Valverde  | Movistar Team              | + 2m25s   |
| 3. | Tadej Pogačar       | UAE Team Emirates          | + 3m42s   |
| 4. | Miguel Ángel López  | Astana                     | + 3m59s   |
| 5. | Nairo Quintana      | Movistar Team              | + 5m09s   |
| 6. | Rafał Majka         | Bora-Hansgrohe             | + 7m14s   |
| 7. | Nicolas Edet        | Cofidis, Solutions Crédits | + 9m08s   |
| 8. | Wilco Kelderman     | Team Sunweb                | + 9m15s   |
| 9. | Carl Fredrik Hagen  | Lotto-Soudal               | + 9m44s   |
| 10. | Hermann Pernsteiner | Bahrain-Merida             | + 11m39s  |

### Classificação por pontos
| Classificação por pontos | Classificação por pontos | Classificação por pontos | Classificação por pontos | Classificação por pontos |
| Ciclista                 | Ciclista                 | Equipe                   | Pontos                   |                          |
| ------------------------ | ------------------------ | ------------------------ | ------------------------ | ------------------------ |
| 1.                       | Primož Roglič            | Team Jumbo-Visma         | 117 pts                  |                          |
| 2.                       | Tadej Pogačar            | UAE Team Emirates        | 90 pts                   |                          |
| 3.                       | Alejandro Valverde       | Movistar Team            | 82 pts                   |                          |
| 4.                       | Nairo Quintana           | Movistar Team            | 82 pts                   |                          |
| 5.                       | Sam Bennett              | Bora-Hansgrohe           | 70 pts                   |                          |
| 6.                       | Miguel Ángel López       | Astana                   | 56 pts                   |                          |
| 7.                       | Alex Aranburu            | Caja Rural-Seguros RGA   | 52 pts                   |                          |
| 8.                       | Marc Soler               | Movistar Team            | 45 pts                   |                          |
| 9.                       | Tosh Van der Sande       | Lotto-Soudal             | 44 pts                   |                          |
| 10.                      | Ruben Guerreiro          | Katusha-Alpecin          | 43 pts                   |                          |

### Classificação da montanha
| Classificação da montanha | Classificação da montanha | Classificação da montanha     | Classificação da montanha | Classificação da montanha |
| Ciclista                  | Ciclista                  | Equipe                        | Pontos                    |                           |
| ------------------------- | ------------------------- | ----------------------------- | ------------------------- | ------------------------- |
| 1.                        | Ángel Madrazo             | Burgos-BH                     | 32 pts                    |                           |
| 2.                        | Geoffrey Bouchard         | AG2R La Mondiale              | 30 pts                    |                           |
| 3.                        | Tadej Pogačar             | UAE Team Emirates             | 25 pts                    |                           |
| 4.                        | Alejandro Valverde        | Movistar Team                 | 22 pts                    |                           |
| 5.                        | Sergio Henao              | UAE Team Emirates             | 21 pts                    |                           |
| 6.                        | Sergio Samitier           | Euskadi Basque Country-Murias | 20 pts                    |                           |
| 7.                        | Primož Roglič             | Team Jumbo-Visma              | 20 pts                    |                           |
| 8.                        | Marc Soler                | Movistar Team                 | 17 pts                    |                           |
| 9.                        | Wout Poels                | Team Ineos                    | 17 pts                    |                           |
| 10.                       | Jesús Herrada             | Cofidis, Solutions Crédits    | 17 pts                    |                           |

### Classificação dos jovens
| Classificação dos jovens | Classificação dos jovens     | Classificação dos jovens      | Classificação dos jovens | Classificação dos jovens |
| Ciclista                 | Ciclista                     | Equipe                        | Tempo                    |                          |
| ------------------------ | ---------------------------- | ----------------------------- | ------------------------ | ------------------------ |
| 1.                       | Tadej Pogačar                | UAE Team Emirates             | 58h14m14s                |                          |
| 2.                       | Miguel Ángel López           | Astana                        | + 17s                    |                          |
| 3.                       | Sergio Higuita               | EF Education First            | + 9m46s                  |                          |
| 4.                       | Ruben Guerreiro              | Katusha-Alpecin               | + 12m50s                 |                          |
| 5.                       | James Knox                   | Deceuninck-Quick Step         | + 15m00s                 |                          |
| 6.                       | Kilian Frankiny              | Groupama-FDJ                  | + 18m55s                 |                          |
| 7.                       | Sepp Kuss                    | Team Jumbo-Visma              | + 35m02s                 |                          |
| 8.                       | Ben O'Connor                 | Dimension Data                | + 35m59s                 |                          |
| 9.                       | Óscar Rodríguez Garaicoechea | Euskadi Basque Country-Murias | + 36m43s                 |                          |
| 10.                      | Amanuel Gebrezgabihier       | Dimension Data                | + 37m58s                 |                          |

### Classificação por equipas
| Classificação por equipes | Classificação por equipes     | Classificação por equipes | Classificação por equipes |
| Equipe                    | Equipe                        | Tempo                     |                           |
| ------------------------- | ----------------------------- | ------------------------- | ------------------------- |
| 1.                        | Movistar Team                 | 173h42m40s                |                           |
| 2.                        | Astana                        | + 28m50s                  |                           |
| 3.                        | Team Jumbo-Visma              | + 45m31s                  |                           |
| 4.                        | Mitchelton-Scott              | + 1h31m43s                |                           |
| 5.                        | AG2R La Mondiale              | + 1h43m00s                |                           |
| 6.                        | Bahrain-Merida                | + 2h04m32s                |                           |
| 7.                        | Trek-Segafredo                | + 2h09m48s                |                           |
| 8.                        | Euskadi Basque Country-Murias | + 2h12m46s                |                           |
| 9.                        | Dimension Data                | + 2h16m16s                |                           |
| 10.                       | Team Sunweb                   | + 2h17m59s                |                           |

## Abandonos
- Patrick Bevin, para preparar o Campeonato Mundial, não tomou a saída.[2]
- Brian van Goethem, doente, abandonou durante a etapa.[3]
- Jesper Hansen